# پترا کرونبرگر

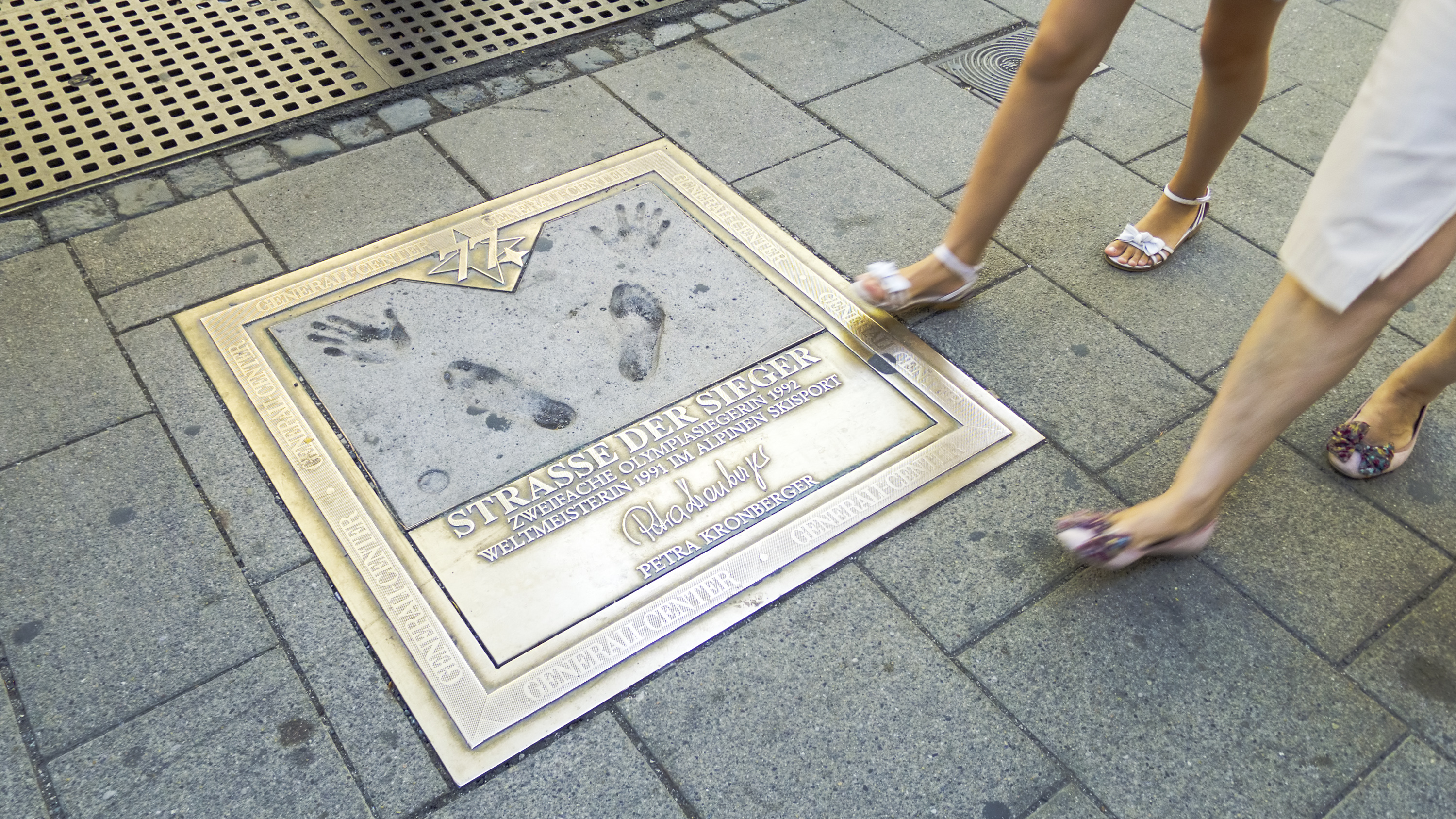
رد دست و پای پترا کرونبرگر در شهر وین

پترا کرونبرگر (انگلیسی: Petra Kronberger؛ زادهٔ ۲۱ فوریهٔ ۱۹۶۹) اسکی‌باز آلپاین اهل اتریش بود.